# Parlamentswahl in Peru 2020
Die Parlamentswahl in Peru 2020 fand vorzeitig am 26. Januar 2020 statt. Die Neuwahl des Parlaments war notwendig geworden, nachdem Präsident Martín Vizcarra den Kongress der Republik Peru am 30. September 2019 aufgelöst hatte. Anlass war ein Streit um die Besetzung des Verfassungsgerichtshofs. Gewählt wurde nach dem Verhältniswahlrecht mit offenen Listen, um Parlamentssitze zu erhalten, musste eine Partei entweder im ganzen Land mindestens 5 % der Stimmen oder wenigstens sieben Sitze in einem Wahlkreis erhalten. Es waren 24.812.087 Wähler registriert, die Wahlbeteiligung lag bei 74,07 %. In Peru herrscht Wahlpflicht.
21 Parteien traten zur Wahl an. Abgeordnete von 9 Parteien zogen in den Kongress ein, 12 Parteien scheiterten an der 5 %-Hürde. Einen überraschenden Erfolg errang die zuvor bedeutungslose Partei Frente Popular Agrícola del Perú (FREPAP), die zur drittstärksten Kraft wurde.

## Ergebnis und Sitzverteilung

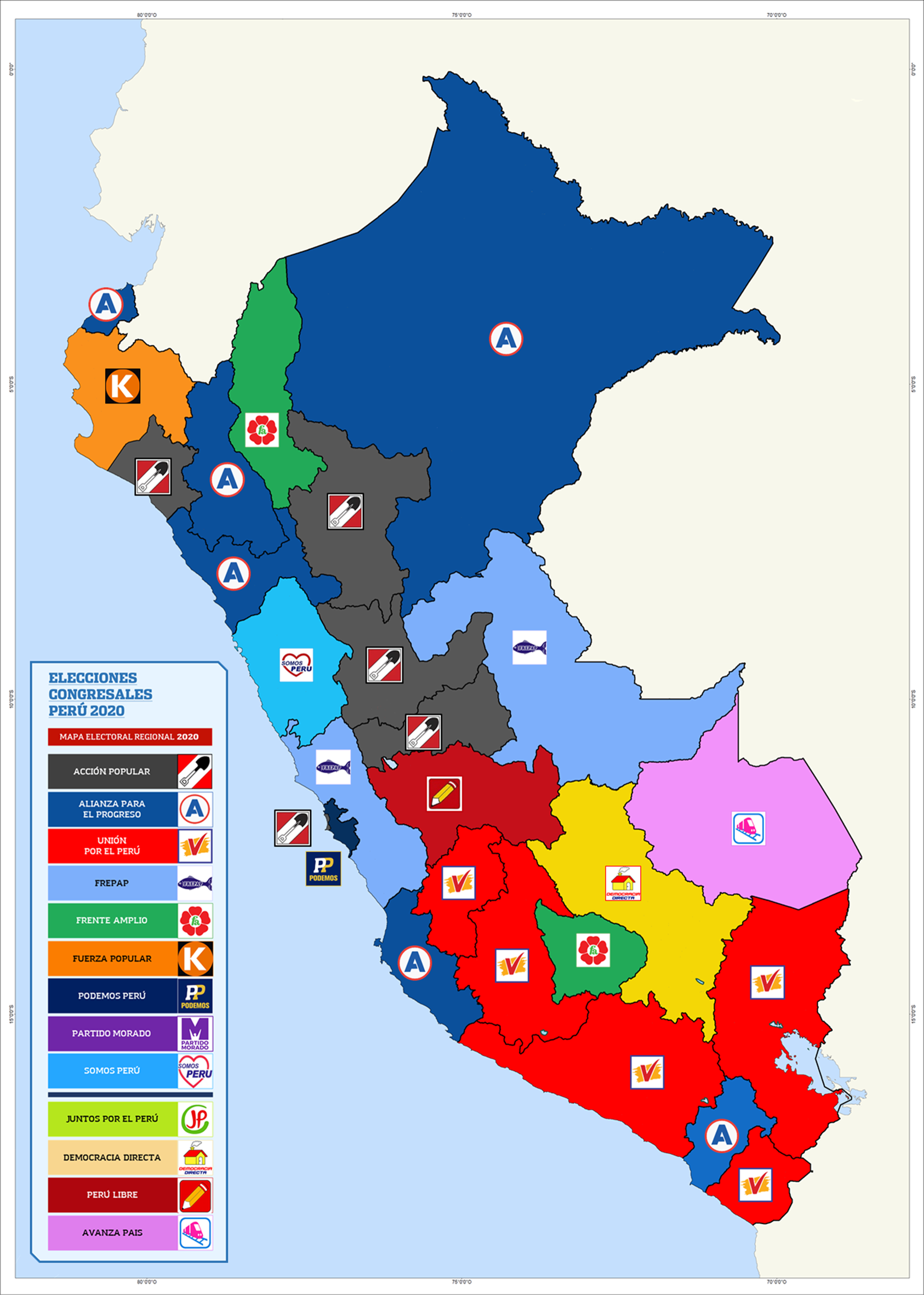
Wahlergebnis nach Departamentos, die jeweils stärkste Partei wird angezeigt

|                                                           |                                             |            |        |       |
| Partei                                                    | Partei                                      | Stimmen    | %      | Sitze |
|                                                           | Acción Popular                              | 1.518.171  | 10,26  | 25    |
|                                                           | Podemos Perú                                | 1.240.716  | 8,38   | 11    |
|                                                           | FREPAP                                      | 1.240.084  | 8,38   | 15    |
|                                                           | Alianza para el Progreso                    | 1.178.020  | 7,96   | 22    |
|                                                           | Partido Morado                              | 1.095.491  | 7,40   | 9     |
|                                                           | Fuerza Popular                              | 1.081.174  | 7,31   | 15    |
|                                                           | Unión por el Perú                           | 1.001.716  | 6,77   | 13    |
|                                                           | Frente Amplio por Justicia, Vida y Libertad | 911.701    | 6,16   | 9     |
|                                                           | Partido Democrático Somos Perú              | 895.700    | 6,05   | 11    |
| Andere                                                    | Andere                                      | 4,635,606  | –      | –     |
| Ungültige Stimmen                                         | Ungültige Stimmen                           | 3.570.709  | –      | –     |
| Total                                                     | Total                                       | 18.369.088 | 100,00 | 130   |
| Zahl der Wähler/Wahlbeteiligung                           | Zahl der Wähler/Wahlbeteiligung             | 24.812.087 | 74,07  | –     |
| Quellen: Oficina Nacional de Procesos Electorales (ONPE), |                                             |            |        |       |